# 福斯特高原
福斯特高原是南極洲的高原，位於葛拉漢地北部，處於德里加爾斯基冰川和赫克托里亞冰川之間，面積210平方公里，該高原根據英國探險隊拍攝照片被繪入地圖。
64°43′S 61°25′W / 64.717°S 61.417°W